# آقالی (شکی)
آقالی (به لاتین: Agally) یک منطقه مسکونی در جمهوری آذربایجان است که در شهرستان شکی واقع شده‌است. 